# Coppa Davis 2000
La Coppa Davis 2000 è stata l'89ª edizione del più importante torneo fra squadre nazionali di tennis maschile. Sedici squadre hanno preso parte al Gruppo Mondiale, 135 in totale. La Spagna vinse la finale contro l'Australia nella Palau Sant Jordi di Barcellona in Spagna.

## Gruppo Mondiale
| Squadre partecipanti | Squadre partecipanti | Squadre partecipanti | Squadre partecipanti |
| Australia            | Austria              | Brasile              | Belgio               |
| Rep. Ceca            | Francia              | Germania             | Regno Unito          |
| Italia               | Paesi Bassi          | Russia               | Slovacchia           |
| Spagna               | Svizzera             | Stati Uniti          | Zimbabwe             |
| -------------------- | -------------------- | -------------------- | -------------------- |

### Tabellone
|  | Primo turno 4-6 febbraio                | Primo turno 4-6 febbraio | Primo turno 4-6 febbraio        |                                           |             | Quarti di finale 7-9 aprile | Quarti di finale 7-9 aprile | Quarti di finale 7-9 aprile |   |  | Semifinali 21-23 luglio | Semifinali 21-23 luglio           | Semifinali 21-23 luglio |   |  | Finale 8-10 dicembre | Finale 8-10 dicembre | Finale 8-10 dicembre |
|  |                                         |                          |                                 |                                           |             |                             |                             |                             |   |  |                         |                                   |                         |   |  |                      |                      |                      |
|  | Harare, Zimbabwe (Cemento indoor)       |                          |                                 |                                           |             |                             |                             |                             |   |  |                         |                                   |                         |   |  |                      |                      |                      |
|  |                                         | Stati Uniti              | 3                               |                                           |             |                             |                             |                             |   |  |                         |                                   |                         |   |  |                      |                      |                      |
|  |                                         | Stati Uniti              | 3                               | Inglewood, Stati Uniti (Sintetico indoor) |             |                             |                             |                             |   |  |                         |                                   |                         |   |  |                      |                      |                      |
|  |                                         | Zimbabwe                 | 2                               |                                           |             |                             |                             |                             |   |  |                         |                                   |                         |   |  |                      |                      |                      |
|  |                                         | Zimbabwe                 | 2                               |                                           | Stati Uniti | 3                           |                             |                             |   |  |                         |                                   |                         |   |  |                      |                      |                      |
|  | Ostrava, Repubblica Ceca (Terra indoor) |                          |                                 |                                           | Stati Uniti | 3                           |                             |                             |   |  |                         |                                   |                         |   |  |                      |                      |                      |
|  |                                         |                          | Rep. Ceca                       | 2                                         |             |                             |                             |                             |   |  |                         |                                   |                         |   |  |                      |                      |                      |
|  |                                         | Regno Unito              | Rep. Ceca                       | 2                                         | 1           |                             |                             |                             |   |  |                         |                                   |                         |   |  |                      |                      |                      |
|  |                                         | Regno Unito              |                                 |                                           | 1           |                             | Santander, Spagna (Terra)   |                             |   |  |                         |                                   |                         |   |  |                      |                      |                      |
|  |                                         | Rep. Ceca                | 4                               |                                           |             |                             |                             |                             |   |  |                         |                                   |                         |   |  |                      |                      |                      |
|  |                                         |                          |                                 |                                           |             |                             |                             | Stati Uniti                 | 0 |  |                         |                                   |                         |   |  |                      |                      |                      |
|  | Murcia, Spagna (Terra)                  |                          |                                 |                                           |             |                             |                             | Stati Uniti                 | 0 |  |                         |                                   |                         |   |  |                      |                      |                      |
|  |                                         |                          | Spagna                          | 5                                         |             |                             |                             |                             |   |  |                         |                                   |                         |   |  |                      |                      |                      |
|  |                                         | Spagna                   | Spagna                          | 5                                         | 4           |                             |                             |                             |   |  |                         |                                   |                         |   |  |                      |                      |                      |
|  |                                         | Spagna                   | Malaga, Spagna (Terra)          |                                           | 4           |                             |                             |                             |   |  |                         |                                   |                         |   |  |                      |                      |                      |
|  |                                         | Italia                   | 1                               |                                           |             |                             |                             |                             |   |  |                         |                                   |                         |   |  |                      |                      |                      |
|  |                                         | Italia                   | 1                               |                                           | Spagna      | 4                           |                             |                             |   |  |                         |                                   |                         |   |  |                      |                      |                      |
|  | Mosca, Russia (Sintetico indoor)        |                          |                                 |                                           | Spagna      | 4                           |                             |                             |   |  |                         |                                   |                         |   |  |                      |                      |                      |
|  |                                         |                          | Russia                          | 1                                         |             |                             |                             |                             |   |  |                         |                                   |                         |   |  |                      |                      |                      |
|  |                                         | Russia                   | Russia                          | 1                                         | 4           |                             |                             |                             |   |  |                         |                                   |                         |   |  |                      |                      |                      |
|  |                                         | Russia                   |                                 |                                           | 4           |                             |                             |                             |   |  |                         | Barcellona, Spagna (Terra indoor) |                         |   |  |                      |                      |                      |
|  |                                         | Belgio                   | 1                               |                                           |             |                             |                             |                             |   |  |                         |                                   |                         |   |  |                      |                      |                      |
|  |                                         |                          |                                 |                                           |             |                             |                             |                             |   |  |                         |                                   | Spagna                  | 3 |  |                      |                      |                      |
|  | Bratislava, Slovacchia (Cemento indoor) |                          |                                 |                                           |             |                             |                             |                             |   |  |                         |                                   | Spagna                  | 3 |  |                      |                      |                      |
|  |                                         |                          | Australia                       | 1                                         |             |                             |                             |                             |   |  |                         |                                   |                         |   |  |                      |                      |                      |
|  |                                         | Austria                  | Australia                       | 1                                         | 2           |                             |                             |                             |   |  |                         |                                   |                         |   |  |                      |                      |                      |
|  |                                         | Austria                  | Rio de Janeiro, Brasile (Terra) |                                           | 2           |                             |                             |                             |   |  |                         |                                   |                         |   |  |                      |                      |                      |
|  |                                         | Slovacchia               | 3                               |                                           |             |                             |                             |                             |   |  |                         |                                   |                         |   |  |                      |                      |                      |
|  |                                         | Slovacchia               | 3                               |                                           | Slovacchia  | 2                           |                             |                             |   |  |                         |                                   |                         |   |  |                      |                      |                      |
|  | Florianópolis, Brasile (Terra)          |                          |                                 |                                           | Slovacchia  | 2                           |                             |                             |   |  |                         |                                   |                         |   |  |                      |                      |                      |
|  |                                         |                          | Brasile                         | 3                                         |             |                             |                             |                             |   |  |                         |                                   |                         |   |  |                      |                      |                      |
|  |                                         | Brasile                  | Brasile                         | 3                                         | 4           |                             |                             |                             |   |  |                         |                                   |                         |   |  |                      |                      |                      |
|  |                                         | Brasile                  |                                 |                                           | 4           |                             | Brisbane, Australia (erba)  |                             |   |  |                         |                                   |                         |   |  |                      |                      |                      |
|  |                                         | Francia                  | 1                               |                                           |             |                             |                             |                             |   |  |                         |                                   |                         |   |  |                      |                      |                      |
|  |                                         |                          |                                 |                                           |             |                             |                             | Brasile                     | 0 |  |                         |                                   |                         |   |  |                      |                      |                      |
|  | Lipsia, Germania (Sintetico indoor)     |                          |                                 |                                           |             |                             |                             | Brasile                     | 0 |  |                         |                                   |                         |   |  |                      |                      |                      |
|  |                                         |                          | Australia                       | 5                                         |             |                             |                             |                             |   |  |                         |                                   |                         |   |  |                      |                      |                      |
|  |                                         | Paesi Bassi              | Australia                       | 5                                         | 1           |                             |                             |                             |   |  |                         |                                   |                         |   |  |                      |                      |                      |
|  |                                         | Paesi Bassi              | Adelaide, Australia (erba)      |                                           | 1           |                             |                             |                             |   |  |                         |                                   |                         |   |  |                      |                      |                      |
|  |                                         | Germania                 | 4                               |                                           |             |                             |                             |                             |   |  |                         |                                   |                         |   |  |                      |                      |                      |
|  |                                         | Germania                 | 4                               |                                           | Germania    | 2                           |                             |                             |   |  |                         |                                   |                         |   |  |                      |                      |                      |
|  | Zurigo, Svizzera (Sintetico indoor)     |                          |                                 |                                           | Germania    | 2                           |                             |                             |   |  |                         |                                   |                         |   |  |                      |                      |                      |
|  |                                         |                          | Australia                       | 3                                         |             |                             |                             |                             |   |  |                         |                                   |                         |   |  |                      |                      |                      |
|  |                                         | Svizzera                 | Australia                       | 3                                         | 2           |                             |                             |                             |   |  |                         |                                   |                         |   |  |                      |                      |                      |
|  |                                         | Svizzera                 |                                 |                                           | 2           |                             |                             |                             |   |  |                         |                                   |                         |   |  |                      |                      |                      |
|  |                                         | Australia                | 3                               |                                           |             |                             |                             |                             |   |  |                         |                                   |                         |   |  |                      |                      |                      |

### Finale
| Spagna 3 | Palau Sant Jordi, Barcellona, Spagna 8-10 dicembre 2000 Terra (indoor) | Palau Sant Jordi, Barcellona, Spagna 8-10 dicembre 2000 Terra (indoor) | Australia 1 |      |     |     |     |             |
| \| \| \| \| 1 \| 2 \| 3 \| 4 \| 5 \| \| \| - \| \| ---------------------------------------------------------- \| ---- \| ---- \| --- \| --- \| --- \| ----------- \| \| 1 \| \| Albert Costa Lleyton Hewitt \| 6 3 \| 1 6 \| 6 2 \| 4 6 \| 4 6 \| \| \| 2 \| \| Juan Carlos Ferrero Patrick Rafter \| 65 7 \| 7 62 \| 6 2 \| 3 1 \| \| ritiro \| \| 3 \| \| Joan Balcells / Àlex Corretja Seon Stolle / Mark Woodforde \| 6 4 \| 6 4 \| 6 4 \| \| \| \| \| 4 \| \| Juan Carlos Ferrero Lleyton Hewitt \| 6 2 \| 7 65 \| 4 6 \| 6 4 \| \| \| \| 5 \| \| Albert Costa Patrick Rafter \| \| \| \| \| \| non giocata \| |                                                                        |                                                                        |             |      |     |     |     |             |
| |                                                                        |                                                                        | 1           | 2    | 3   | 4   | 5   |             |
| 1 | Spagna (bandiera) · Australia (bandiera)                               | Albert Costa Lleyton Hewitt                                            | 6 3         | 1 6  | 6 2 | 4 6 | 4 6 |             |
| 2 | Spagna (bandiera) · Australia (bandiera)                               | Juan Carlos Ferrero Patrick Rafter                                     | 65 7        | 7 62 | 6 2 | 3 1 |     | ritiro      |
| 3 | Spagna (bandiera) · Australia (bandiera)                               | Joan Balcells / Àlex Corretja Seon Stolle / Mark Woodforde             | 6 4         | 6 4  | 6 4 |     |     |             |
| 4 | Spagna (bandiera) · Australia (bandiera)                               | Juan Carlos Ferrero Lleyton Hewitt                                     | 6 2         | 7 65 | 4 6 | 6 4 |     |             |
| 5 | Spagna (bandiera) · Australia (bandiera)                               | Albert Costa Patrick Rafter                                            |             |      |     |     |     | non giocata |

## Turno di qualificazione al Gruppo Mondiale
Date: 14-23 luglio
| Impianto                             | Squadra Ospitante | Punteggio | Squadra Ospite |
| ------------------------------------ | ----------------- | --------- | -------------- |
| Rennes, Francia (Sintetico indoor)   | Francia           | 5-0       | Austria        |
| Wimbledon, Inghilterra (erba)        | Regno Unito       | 2-3       | Ecuador        |
| Venezia, Italia (Terra)              | Italia            | 1-4       | Belgio         |
|                                      | Marocco           | w/o       | Cile           |
| Tashkent, Uzbekistan (Terra)         | Uzbekistan        | 1-4       | Paesi Bassi    |
| Båstad, Svezia (Terra)               | Svezia            | 5-0       | India          |
| San Gallo, Svizzera (outdoor carpet) | Svizzera          | 5-0       | Bielorussia    |
| Harare, Zimbabwe (Cemento indoor)    | Zimbabwe          | 2-3       | Romania        |

- Ecuador, Marocco, Romania e Svezia promosse al Gruppo Mondiale della Coppa Davis 2001.
- Belgio, Francia, Paesi Bassi e Svizzera rimangono nel Gruppo Mondiale della Coppa Davis 2001.
- Bielorussia (EA), Cile (AMN), India (AO) ed Uzbekistan (AO) rimangono nel Gruppo I della Coppa Davis 2001.
- Austria (EA), Gran Bretagna (EA), Italia (EA) e Zimbabwe (EA) retrocesse nel Gruppo I della Coppa Davis 2001.

## Zona Americana

### Gruppo I
Squadre partecipanti
- Argentina
- Bahamas
- Canada
- Cile — promossa al Turno di qualificazione al Gruppo Mondiale
- Colombia — retrocessa nel Gruppo II della Coppa Davis 2001
- Ecuador — promossa al Turno di qualificazione al Gruppo Mondiale
- Perù

### Gruppo II
Squadre partecipanti
- Costa Rica
- Cuba — retrocessa nel Gruppo III della Coppa Davis 2001
- El Salvador — retrocessa nel Gruppo III della Coppa Davis 2001
- Guatemala
- Messico — promossa al Gruppo I della Coppa Davis 2001
- Paraguay
- Uruguay
- Venezuela

### Gruppo III
Squadre partecipanti
- Antille Olandesi — promossa al Gruppo II della Coppa Davis 2001
- Bolivia
- Giamaica
- Haiti — retrocessa nel Gruppo IV della Coppa Davis 2001
- Panama — retrocessa nel Gruppo IV della Coppa Davis 2001
- Porto Rico
- Rep. Dominicana — promossa al Gruppo II della Coppa Davis 2001
- Trinidad e Tobago

### Gruppo IV
Squadre partecipanti
- Antigua e Barbuda
- Barbados
- Bermuda — promossa al Gruppo III della Coppa Davis 2001
- Caraibi dell'Est
- Honduras — promossa al Gruppo III della Coppa Davis 2001
- Isole Vergini Americane
- Saint Lucia

## Zona Asia/Oceania

### Gruppo I
Squadre partecipanti
- Cina
- Corea del Sud
- Giappone
- India — promossa al Turno di qualificazione al Gruppo Mondiale
- Libano — retrocessa nel Gruppo II della Coppa Davis 2001
- Nuova Zelanda
- Thailandia
- Uzbekistan — promossa al Turno di qualificazione al Gruppo Mondiale

### Gruppo II
Squadre partecipanti
- Filippine — retrocessa nel Gruppo III della Coppa Davis 2001
- Hong Kong
- Indonesia — promossa al Gruppo I della Coppa Davis 2001
- Iran
- Kazakistan — retrocessa nel Gruppo III della Coppa Davis 2001
- Malaysia
- Pakistan
- Taipei cinese

### Gruppo III
Squadre partecipanti
- Bangladesh — retrocessa nel Gruppo IV della Coppa Davis 2001
- Kuwait — promossa al Gruppo II della Coppa Davis 2001
- Oceania Pacifica — retrocessa nel Gruppo IV della Coppa Davis 2001
- Qatar
- Singapore
- Siria — promossa al Gruppo II della Coppa Davis 2001
- Sri Lanka
- Tagikistan

### Gruppo IV
Squadre partecipanti
- Arabia Saudita — promossa al Gruppo III della Coppa Davis 2001
- Bahrein — promossa al Gruppo III della Coppa Davis 2001
- Brunei
- Emirati Arabi Uniti
- Figi
- Giordania
- Oman

## Zona Europea/Africana

### Gruppo I
Squadre partecipanti
- Bielorussia — promossa al Turno di qualificazione al Gruppo Mondiale
- Finlandia
- Marocco — promossa al Turno di qualificazione al Gruppo Mondiale
- Portogallo
- Romania — promossa al Turno di qualificazione al Gruppo Mondiale
- Sudafrica — retrocessa nel Gruppo II della Coppa Davis 2001
- Svezia — promossa al Turno di qualificazione al Gruppo Mondiale
- Ucraina
- Ungheria — retrocessa nel Gruppo II della Coppa Davis 2001

### Gruppo II
Squadre partecipanti
- Bulgaria — retrocessa nel Gruppo III della Coppa Davis 2001
- Costa d'Avorio
- Croazia — promossa al Gruppo I della Coppa Davis 2001
- Danimarca
- Egitto — retrocessa nel Gruppo III della Coppa Davis 2001
- Estonia
- Grecia
- Irlanda
- Israele
- Lettonia — retrocessa nel Gruppo III della Coppa Davis 2001
- Lituania — retrocessa nel Gruppo III della Coppa Davis 2001
- Lussemburgo
- Norvegia
- Polonia
- Slovenia — promossa al Gruppo I della Coppa Davis 2001
- Turchia

### Gruppo III

#### Girone I
Squadre partecipanti
- Bosnia ed Erzegovina
- Botswana
- Georgia
- Jugoslavia — promossa al Gruppo II della Coppa Davis 2001
- Malta — retrocessa nel Gruppo IV della Coppa Davis 2001
- Monaco — promossa al Gruppo II della Coppa Davis 2001
- Togo
- Tunisia — retrocessa nel Gruppo IV della Coppa Davis 2001

#### Girone II
Squadre partecipanti
- Armenia — promossa al Gruppo II della Coppa Davis 2001
- Benin — retrocessa nel Gruppo IV della Coppa Davis 2001
- Islanda
- Macedonia
- Madagascar
- Moldavia — promossa al Gruppo II della Coppa Davis 2001
- Nigeria
- Senegal — retrocessa nel Gruppo IV della Coppa Davis 2001

### Gruppo IV

#### Girone A
Squadre partecipanti
- Algeria
- Andorra
- Azerbaigian
- Camerun
- Ghana — promossa al Gruppo III della Coppa Davis 2001
- Liechtenstein
- Mauritius — promossa al Gruppo III della Coppa Davis 2001
- Sudan

#### Girone B
Squadre partecipanti
- Cipro
- Etiopia
- Gibuti
- Kenya — promossa al Gruppo III della Coppa Davis 2001
- Lesotho
- Namibia — promossa al Gruppo III della Coppa Davis 2001
- San Marino
- Uganda
- Zambia